# Cymatocarpus undulatus
Cymatocarpus undulatus är en plattmaskart. Cymatocarpus undulatus ingår i släktet Cymatocarpus och familjen Brachycoeliidae. Inga underarter finns listade i Catalogue of Life.